# 초조본 현양성교론 권12
초조본 현양성교론 권12(初雕本 顯揚聖敎論 卷十二)는 서울특별시 용산구, 국립중앙박물관에 있는 고려시대의 목판본 불경이다. 
1992년 4월 20일 대한민국의 국보 제271호 초조본현양성교론<권제12>(初雕本顯揚聖敎論<卷第十二>)으로 지정되었다가, 2010년 8월 25일 현재의 명칭으로 변경되었다.

## 개요
인도 무착보살이 지은 글을 당나라 현장이 번역하여 천자문의 순서대로 20권을 수록한 책으로, 고려대장경 가운데 처음 만든 본의 하나이다. 『현양성교론』은 줄여서 『현양론』이라고 하며, 또는 『광포중의론』이라고도 하는데 법상종의 논(論) 가운데 하나로 『유가사지론』에서 중요한 내용을 드러내기 위해 쓰여진 것이다. 20권 가운데 제12권이며, 전체 11품 가운데 섭정의품(攝淨義品) 제이지팔(第二之八)로 후반부에 해당하며, 처음 새긴 본이다. 크기는 가로 45.8cm, 세로 28.6cm이고, 종이질은 닥나무종이이다.
장차(張次)표시가 처음 새긴 본에는 ‘丈(장)’으로 되어 있는데 후에 다시 새긴 본에는 ‘張(장)’으로 되어 있으며, 권말의 간행기록이 생략되어 있으나 다시 새긴 본에는 있다. 또한 처음 새긴 본에는 일반적으로 빠진 획이 나타나는데, 이 권 제12의 판본에는 빠진 획이 보이지 않는다.
이 판본은 간행할 당시의 표지, 권을 그대로 지니고 있는데 종이질과 인쇄상태 등을 살펴보면 11세기에 간행된 초조대장경으로 추정된다. 초조대장경의 원래 모습을 살필 수 있는 귀중한 자료라고 할 수 있다.

## 참고 자료
- 초조본 현양성교론 권12 - 국가유산청 국가유산포털